# Nordfronten
Nordfronten betegner den del af Københavns Befæstning, der går fra Utterslev Mose og nordover, hvor der opførtes en kæde af forter (Gladsaxe Fort, Bagsværd Fort, Lyngby Fort, Garderhøj Fort og Fortun Fort).
Bag forterne lå en række batterier, der dels skulle beskyde en evt. fjende foran og mellem forterne, dels skulle yde forterne rygdækning (Tinghøj, Buddinge, Vangede, Gentofte, Bernstorff, Ordrup Krat og Christiansholm).